# Central térmica de Arcos
Arcos de la Frontera es una central termoeléctrica de ciclo combinado situada en el término municipal de Arcos de la Frontera (Cádiz). Su combustible es el gas natural.
Cuenta con una potencia instalada aproximada de 1600 MW, repartidos en sus tres grupos de generación, Grupos I y II de 400 MW cada uno y Grupo III de 800 MW.
Su construcción terminó en 2005 y la inversión total superó los 800 millones de euros.
La operación y el mantenimiento corre a cargo de Iberdrola Operación y Mantenimiento (IOMSA).

## Datos Técnicos
Grupos I y II, monoejes
- 2 Turbinas de gas GE 9FA (Dry Low NOx2.0+)
- 2 Turbinas de vapor GE D10
- 2 Generadores GE 390H
- 2 calderas
- Eficiencia del 56,7 %

Grupo III, compuesto por dos turbinas de gas y una de vapor
- 2 Turbinas de gas GE 9FB (Dry Low NOx2+)
- Turbina de vapor GE D11
- 3 Generadores GE 330H
- 2 calderas
- Eficiencia del 58 %

## Propiedad
La central de Arcos de la Frontera está participada por:
- Iberdrola 100 %

## Solicitud de cierre parcial
En julio de 2013, Iberdrola solicitó el desmantelamiento del grupo III debido a la bajada de la demanda y a la entrada en servicio de un gran número de plantas de energías renovables. Dicha Solicitud, fue denegada por el gobierno en abril de 2014.